# 29-я отдельная железнодорожная бригада
29-я отдельная железнодорожная Варшавская орденов Кутузова и Красной Звезды бригада (сокр. 29 ождбр, в/ч 33149) — тактическое соединение Железнодорожных войск Российской Федерации.
Бригада дислоцируется, c 2012 года, в посёлке Красный Бор Смоленской области.

## История
29-я отдельная железнодорожная бригада сформирована 24 февраля 1941 года в Закавказском военном округе и первоначально дислоцировалась в городе Тбилиси. В марте—апреле 1941 года бригада переброшена в Киевский Особый военный округ для выполнения работ по увеличению пропускной способности железнодорожной линии Вапнярка — Ямполь Одесской железной дороги.
Соединение принимало участие в Великой Отечественной войне. В первые месяцы войны бригада воевала на Южном фронте. Его солдаты и офицеры внесли большой вклад в строительство и восстановление железных дорог в годы войны. Во время войны бойцам бригады удалось восстановить 8600 километров железнодорожных путей, 13100 погонных метров мостов, 29200 проводокилометров линий связи и сотни других железнодорожных объектов. В годы  войны более 4000 человек командного и рядового состава бригады награждены государственными наградами, два бойца удостоены звания Героев Социалистического Труда — капитан Григорий Петрович Моисеенко и старший сержант Михаил Николаевич Дегтярёв.
В послевоенные годы военнослужащие восстановили более 8000 километров железнодорожных путей и объектов инфраструктуры.
В 1980-е годы 29-я железнодорожная бригада дислоцировалась в городе Вильнюс и входила в состав 2-го железнодорожного корпуса. В состав бригады входили войсковые части расположенные в городах Черняховск — 102-й путевой железнодорожный батальон (в/ч 61332), Гусев, Советск, Лентварис, Паняряй.
В сентябре 2012 года бригада передислоцирована в п. Красный Бор Смоленской области.
6 октября 2017 года военнослужащие бригады установили в брянском селе Шаровичи Рогнединского района памятник Виктору Петровичу Мирошниченко, ставшего единственным Героем Советского Союза из числа воинов-железнодорожников в годы ВОВ.
С 2022 года бригада принимает участие во вторжении России на Украину. В мае 2022 года силами бригады был возведён понтонный мост МЛЖ-ВФ-ВТ через реку Оскол в Купянске вместо разрушенного моста для восстановения железнодорожного сообщения по дороге Купянск-Узловой — Волчанск.

## Описание
Задачей бригады является восстановление объектов транспортной инфраструктуры, прокладка нового полотна железной дороги с установкой моста и защита сооружений от диверсионно-разведывательных групп противника. Также подготовка понтонов, наведение наплавного железнодорожного моста, развёртывание водолазных станций, проведению строительных работ с использованием тяжёлой инженерной техники, путепрокладочных поездов, мобильного рамно-эстокадного моста, бульдозеров, экскаваторов и автокранов. В составе бригады имеются понтонно-мостовые и путевые батальоны.